# Saint-Côme-du-Mont
Saint-Côme-du-Mont település Franciaországban, Manche megyében. Lakosainak száma 501 fő (2018. január 1.). Saint-Côme-du-Mont Angoville-au-Plain, Carentan, Appeville, Auvers, Brévands, Carentan-les-Marais, Houesville és Saint-Hilaire-Petitville községekkel határos.

## Népesség
A település népessége az elmúlt években az alábbi módon változott:
| Lakosok száma | 567  | 542  | 435  | 404  | 458  | 511  | 546  | 532  | 503  | 501  |
|               | 1962 | 1968 | 1982 | 1990 | 1999 | 2008 | 2011 | 2013 | 2017 | 2018 |